# Баэна, Сесар (футболист)
Сесар Ренато Баэна (исп. César Renato Baena; род. 13 января 1961, Каракас) — венесуэльский футболист, вратарь, известный по выступлениям за клуб «Каракас» и сборной Венесуэлы. С 2005 года футбольный тренер.

## Клубная карьера
Баэна родился в Каракасе и всю свою карьеру провёл в одноимённом клубе. В составе «Каракаса» он четыре раза выиграл венесуэльскую Примеру и столько же раз становился обладателем Кубка Венесуэлы. За команду Сесар выступал на протяжении 19 сезонов и является одним из рекордсменов по количеству проведённых за клуб матчей. В 2002 году он завершил карьеру и через три года стал тренером.

## Международная карьера
В 1983 году Баэна дебютировал за сборную Венесуэлы. Сесар защищал честь национальной команды на четырёх Кубках Америки: 1983, 1987, 1989 и 1997 годов. В сборную Баэна вызывался вплоть до самого завершения карьеры.

## Достижения
Командные
 «Каракас»
- Чемпионат Венесуэлы — 1991/92
- Чемпионат Венесуэлы — 1993/94
- Чемпионат Венесуэлы — 1996/97
- Чемпионат Венесуэлы — 2000/01
- Обладатель Кубка Венесуэлы — 1988
- Обладатель Кубка Венесуэлы — 1994
- Обладатель Кубка Венесуэлы — 1995
- Обладатель Кубка Венесуэлы — 2001